# Montipora flabellata
Montipora flabellata är en korallart som beskrevs av Studer 1901. Montipora flabellata ingår i släktet Montipora och familjen Acroporidae. IUCN kategoriserar arten globalt som sårbar. Inga underarter finns listade i Catalogue of Life.